# Gunung Pulau Bakoh
Gunung Pulau Bakoh är ett berg i Indonesien.   Det ligger i provinsen Aceh, i den västra delen av landet, 1 600 km nordväst om huvudstaden Jakarta. Toppen på Gunung Pulau Bakoh är 712 meter över havet.
Terrängen runt Gunung Pulau Bakoh är kuperad åt sydväst, men åt nordost är den bergig.Runt Gunung Pulau Bakoh är det mycket glesbefolkat, med 4 invånare per kvadratkilometer. Omgivningarna runt Gunung Pulau Bakoh är en mosaik av jordbruksmark och naturlig växtlighet.